# Kōstas Patavoukas
Kōnstantinos Patavoukas, detto Kōstas (in greco Κωνσταντίνος "Κώστας" Παταβούκας?; Kalambaka, 3 febbraio 1966), è un ex cestista e allenatore di pallacanestro greco.

## Carriera
Con la Grecia ha disputato i Giochi olimpici di Atlanta 1996, due edizioni dei Campionati mondiali (1990, 1994) e cinque dei Campionati europei (1989, 1991, 1993, 1995, 1997).

## Palmarès

### Giocatore
- Campionato greco: 2

Panathinaikos: 1997-98, 1998-99
- Coppa di Grecia: 1

Panathinaikos:	1995-96
- Coppa Italia: 1

Virtus Bologna: 1997
- Coppa dei Campioni: 1

Panathinaikos: 1995-96